# Mette Lange-Nielsen
Mette Lange-Nielsen (30 de abril de 1929 – 29 de maio de 1981) foi uma atriz norueguesa, a então esposa de Per Lillo-Stenberg e mãe de Lars Lillo-Stenberg.

## Filmografia
- 1951: Dei svarte hestane
- 1956: Roser til Monica
- 1956: Kvinnens plass
- 1959: Hete septemberdager
- 1959: Støv på hjernen
- 1960: Der Kampf um den Adlerfels (Venner)
- 1961: Bussen
- 1963: Om Tilla
- 1966: Broder Gabrielsen
- 1967: Musikanter
- 1969: Tipp topp. Husmorfilmen
- 1972: Ture Sventon - Privatdetektiv
- 1973: Lina's Wedding (Jentespranget)
- 1975: Min Marion
- 1981: Kleine Ida (Liten Ida)